# Pilote automobile
Pour les articles homonymes, voir Pilote.
Un pilote automobile est un sportif dont la discipline est le pilotage d'un véhicule automobile lors d'une course ou d'une compétition. Chaque catégorie de sport automobile requiert de la part de ceux qui la pratiquent des qualités spécifiques.
Certains pilotes sont parvenus à briller dans plusieurs catégories différentes. Ainsi le double champion du monde britannique de Formule 1 (en 1962 et 1968) Graham Hill, vainqueur du Grand Prix de Monaco (à cinq reprises, en 1963, 1964, 1965, 1968, et 1969) a-t-il aussi remporté la plus importante des épreuves d'endurance, les 24 Heures du Mans en 1972, ainsi que les célèbres 500 miles d'Indianapolis en 1966 s'octroyant ainsi la Triple couronne. Un autre double champion du monde de Formule 1 (en 2005 et 2006), l'Espagnol Fernando Alonso, lui aussi vainqueur du Grand Prix de Monaco (en 2006 et 2007) et des 24 Heures du Mans (en 2018 et 2019), vise lui aussi la Triple couronne, et s'est déjà engagé à deux reprises (en 2017 et 2019) pour tenter de remporter les 500 miles d'Indianapolis et ne renonce pas à effectuer d'autres tentatives pour parvenir à ses fins. Il a par ailleurs remporté le Championnat du monde d'endurance (en 2018-2019) et se tourne également vers le rallye-raid en s'engageant pour disputer le Rallye Dakar en 2020 en Arabie saoudite avec Toyota.
Parfois des pilotes changent radicalement de discipline. Ce fut le cas du pilote français Stéphane Sarrazin, qui, après avoir été pendant plusieurs années pilote essayeur dans l'écurie de Formule 1 montée par l'ancien pilote (quatre fois champion du monde) Alain Prost (Prost Grand Prix), puis chez Toyota, décida de se reconvertir dans le rallye pour en disputer le championnat du monde au sein de l'équipe Subaru, avant de faire de l'endurance en Sport-prototypes avec Peugeot Sport.

## Généralités

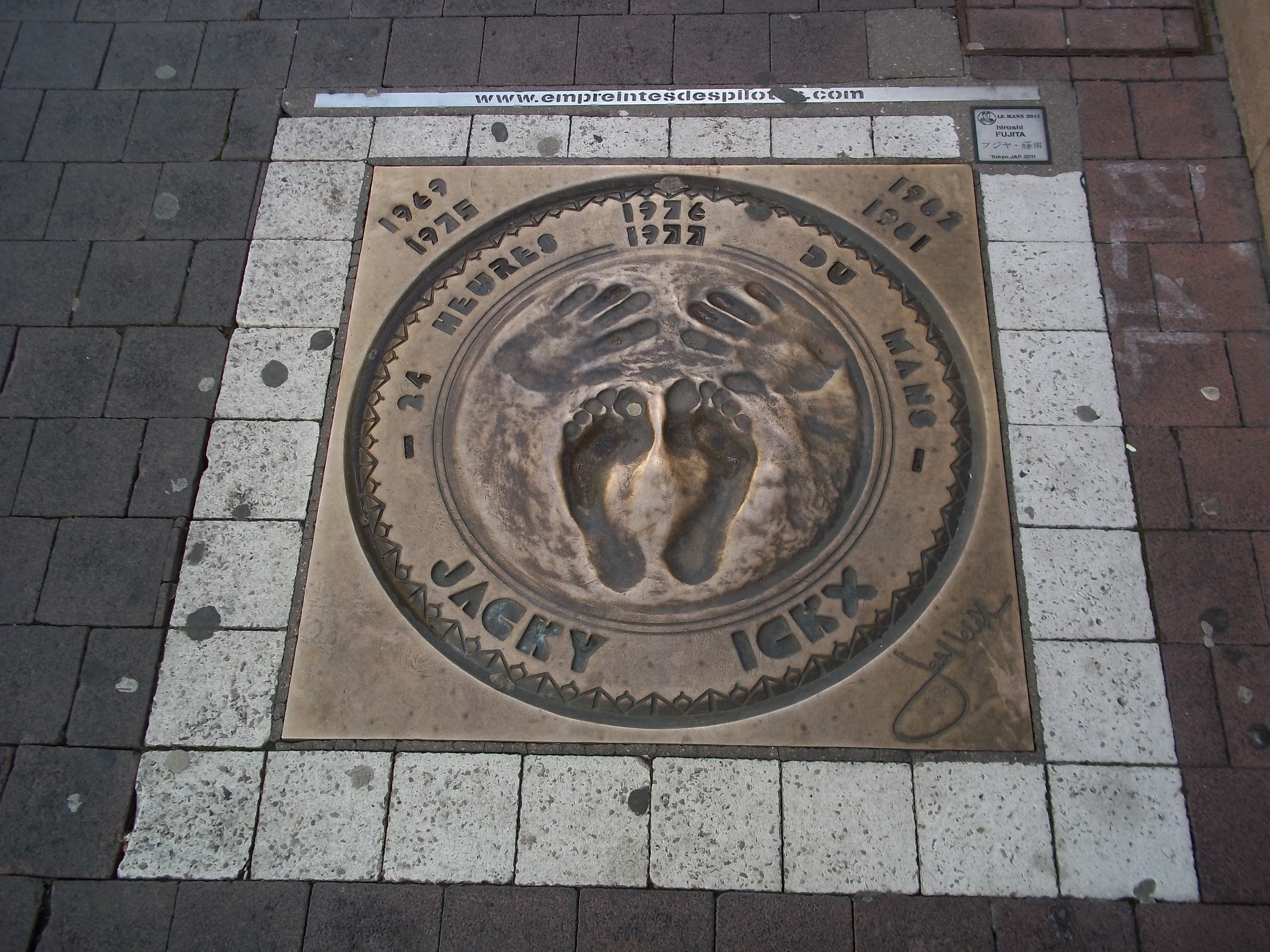
Plaque bronze des empreintes de Jacky Ickx, dans le walk of fame des pilotes vainqueurs des 24 Heures du Mans.

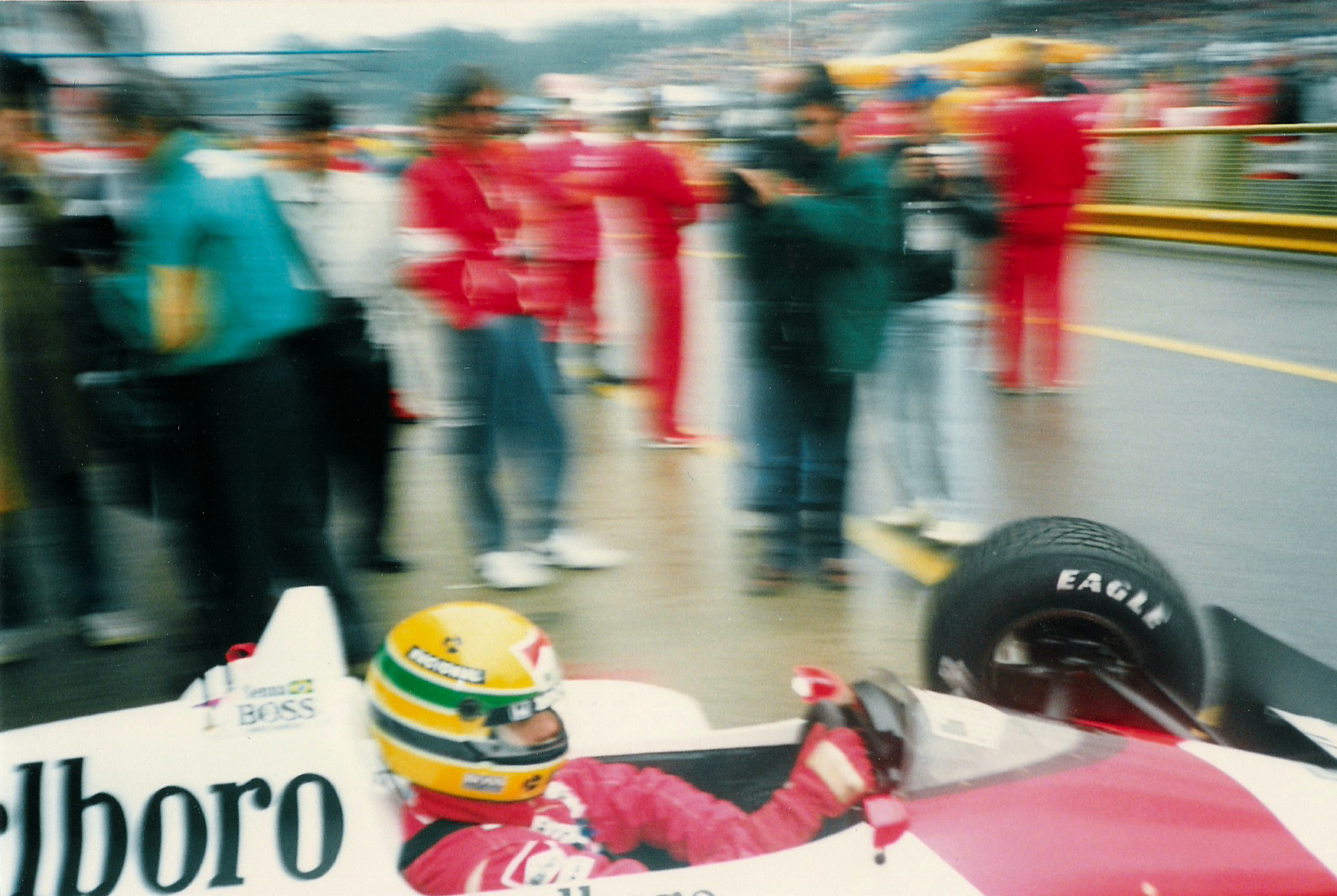
Ayrton Senna, pilote de F1, en 1988.

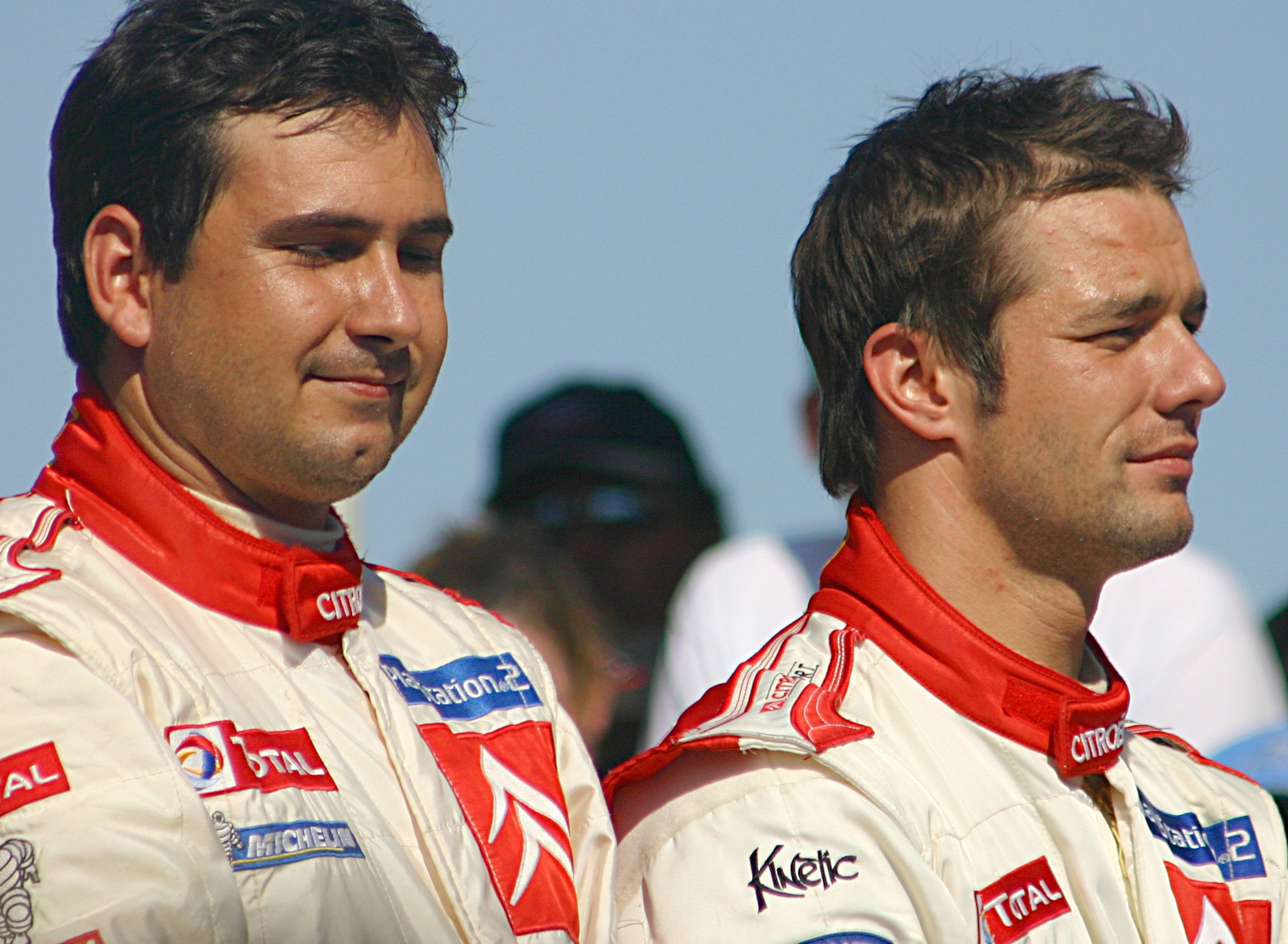
Un pilote et son copilote en WRC (Sébastien Loeb, à droite, et Daniel Elena).

Généralement, un pilote se doit d'être un sportif aguerri, il doit produire des efforts intenses et subit des contraintes physiques inhabituelles pendant des durées qui peuvent être assez longues, notamment en termes d'accélération centrifuge (qu'on peut comparer à celles éprouvées sur des montagnes russes, jusqu'à 5 g en Formule 1), tout en gardant une concentration extrême sur son pilotage et son environnement. Il possède généralement des réflexes hors pair et maîtrise les techniques de pilotage propres au sport automobile.
Le pilote doit, par ailleurs, avoir une bonne connaissance technique de la voiture pour pouvoir dialoguer avec ses ingénieurs, préparateurs ou mécaniciens pour leur apporter les informations nécessaires à la mise au point de sa voiture. On dit de certains pilotes qu'ils sont de bons metteurs au point, parce qu'ils savent affiner les réglages pour adapter leur voiture au circuit et à leur style de pilotage.
En France, pour être admis à piloter une automobile en compétition, il faut avoir au moins seize ans (sur piste, et le permis de conduire pour les épreuves sur route), et disposer d'une licence octroyée par la fédération sportive gérant la catégorie dans laquelle le véhicule est engagé. En règle générale, la carrière d'un pilote d'automobile commence par le karting dès le plus jeune âge.
Dans certaines disciplines, en particulier en rallye, le pilote est assisté d'un copilote. Ce dernier est chargé entre autres d'énoncer au pilote les difficultés  à mesure qu'elles se présentent, de la navigation, etc..

## Types

### Pilote payant
Un pilote payant est un pilote automobile professionnel qui, au lieu d'être payé par l'équipe qui l'emploie, apporte un complément de budget à l'écurie  grâce à un sponsor ou soutien financier personnel. Cela peut lui permettre d'acquérir de l'expérience sur la piste ou pour vivre la vie d'un pilote d'un championnat s'il n'en a pas le talent ou les compétences.
Cette pratique, courante dans les différentes formules de promotion (de la Formule Renault au GP2 ainsi qu'en Indy Lights), existe également dans des championnats majeurs comme la Formule 1, l'IndyCar Series ou la NASCAR Sprint Cup.

### Gentleman-driver
Un gentleman-driver est un pilote non professionnel qui participe à une course au volant de sa propre automobile ou en louant une automobile à une écurie.

## Les risques
Lors d'une course automobile, le danger est permanent. Des accidents spectaculaires, comme celui du Polonais Robert Kubica lors du GP du Canada de Formule 1 2007, ou celui de Stéphane Ortelli à Monza en avril 2008, font crier au miracle, parce que le pilote s'en sort presque indemne. En un siècle de compétitions automobiles, le nombre des pilotes ayant perdu la vie pendant une course automobile ou lors d'essais est impressionnant. Cette menace pèse sur chaque pilote lorsqu'il pénètre dans son cockpit et de très grands champions, comme Alberto Ascari, Jim Clark, Jochen Rindt (devenu champion du monde à titre posthume), Ayrton Senna en Formule 1 ou Dale Earnhardt en NASCAR, ou des espoirs, comme Peter Collins, Gilles Villeneuve, Wolfgang von Trips, François Cevert, Sébastien Enjolras ou Ronnie Peterson ont été victimes de leur passion pour la vitesse. Au Mans en 1955, le pilote Pierre Levegh est tué dans la ligne des stands, son accident provoque la mort de plus de 80 spectateurs. 
De nos jours les règles de sécurité draconiennes édictées par la Fédération internationale de l'automobile (FIA), tant pour la conception des voitures que pour celle des circuits, ont considérablement réduit le nombre d'accidents mortels. Mais le pilote n'est pas à l'abri d'une grave blessure, qui peut mettre prématurément un terme à sa carrière. Des pilotes comme le grand champion britannique Stirling Moss (quatre fois vice-champion du monde), le Suisse Clay Regazzoni ou le jeune espoir français Philippe Streiff ont vu leur carrière brisée et leur vie bouleversée par de graves blessures subies lors d'accidents en course.
Cependant, pour preuve qu'au XXIe siècle on peut encore mourir dans une voiture de course, le Brésilien Rafael Sperafico, pilote de Stock Car Light, est mort en décembre 2007 sur le circuit d'Interlagos, violemment heurté par un autre concurrent alors qu'il était à l'arrêt en travers de la piste. Un autre exemple dramatique est l'accident du jeune Henry Surtees, fils de l'ancien champion du monde de vitesse moto et de Formule 1 John Surtees, qui meurt, à l'âge de 18 ans, le 19 juillet 2009 à Brands Hatch, alors qu'il participait au nouveau championnat de Formule 2 et avait signé son premier podium la veille, il sera tué par une roue arrachée de la voiture d'un concurrent et qui percutera son casque en pleine ligne droite. On peut citer l'accident mortel en 2011 de Dan Wheldon, double vainqueur de l'Indy 500, lors de la finale de l'IndyCar Series sur le circuit de Las Vegas. En 2013, le pilote danois Allan Simonsen se tue dans les premières minutes des 24 Heures du Mans. Aussi, en 2014, le pilote français Jules Bianchi sort de la piste détrempée du circuit de Suzuka lors du Grand Prix du Japon de Formule 1 et percute un engin de levage. Il succombera à ses blessures neuf mois plus tard. Le 23 août 2015, le pilote d'IndyCar britannique Justin Wilson subit une grave blessure à la tête pendant l'épreuve sur le Pocono Raceway à cause d'un débris important d'une autre monoplace (nez) venu percuter son casque ; il meurt le lendemain des suites de ses blessures. Le 31 août 2019, le pilote français Anthoine Hubert est tué lors d'une course de Formule 2 à Spa-Francorchamps alors que sa monoplace, qui revenait en travers de la piste après avoir heurté les barrières de sécurité au sommet du Raidillon de l'Eau Rouge, est percutée à pleine vitesse par un concurrent.

### Règles de sécurité

Schéma du système HANS avec un casque intégral :
1. Armature du Hans
2. Sangles
3. Points d'attache
4. Harnais

#### Équipement des pilotes
Afin de réduire les risques pour les pilotes, les règlements imposent des normes d'équipement très strictes. Les pilotes doivent porter un casque homologué (ignifugé, sauf pour le karting), la plupart du temps un casque intégral, pour prévenir des chocs à la tête. Dans les voitures « ouvertes » (monoplaces, prototypes…), le casque doit être muni d'une visière (de 3 mm d'épaisseur) pour protéger les yeux du pilote des objets pouvant être projetés par les autres voitures. En Formule 1, depuis l'accident du pilote brésilien Felipe Massa sur le circuit de Budapest en 2009, pendant les qualifications du Grand Prix de Hongrie (où un ressort de suspension provenant de la voiture le précédant a heurté son casque), la visière du casque des pilotes doit être renforcée d'une pièce en carbone. Par ailleurs, le système HANS (Head And Neck Support), un système fixé au casque et reposant sur les épaules du pilote, conçu pour bloquer la tête et le cou en cas de choc frontal, prévenant ainsi les blessures aux muscles du cou et aux cervicales, s'est généralisé.
Pour le reste du corps, le pilote doit porter des sous-vêtements et une combinaison ignifugés, ainsi que des chaussures et des gants également ignifugés afin de se protéger en cas d'incendie (Nomex). Il lui est interdit de porter des bijoux ou tout objet dangereux en cas de choc ou de feu. Les lunettes et les lentilles de contact sont autorisées.
Ces équipements de sécurité sont également obligatoires pour les copilotes.

#### Comportement sportif et règlements techniques
Les pilotes doivent respecter des règlements stricts de comportement en course sous peine de pénalités ou d'exclusion. Lors d'épreuves sur circuits, des commissaires les informent des faits de course à l'aide de drapeaux. Le directeur de course peut aussi avoir recours à une voiture de sécurité pour neutraliser la course en cas d'accident.
Chaque catégorie a une réglementation technique appropriée dont une grande partie est axée sur la sécurité. Les voitures peuvent être soumises à des crash tests, comme en Formule 1 par exemple, et subir toutes sortes de mesures visant à améliorer la sécurité des pilotes.